# سد انگوری
سد انگوری (انگلیسی: Enguri Dam) یک سد برق آبی روی رودخانه انگوری در کشور گرجستان است.